# Klockbuske
Klockbuske (Enkianthus campanulatus) är en ljungväxtart som först beskrevs av Friedrich Anton Wilhelm Miquel, och fick sitt nu gällande namn av Nichols. Klockbuske ingår i släktet klockbuskar, och familjen ljungväxter.

## Underarter
Arten delas in i följande underarter:
- E. c. lutescens
- E. c. longilobus
- E. c. palibinii

## Bildgalleri

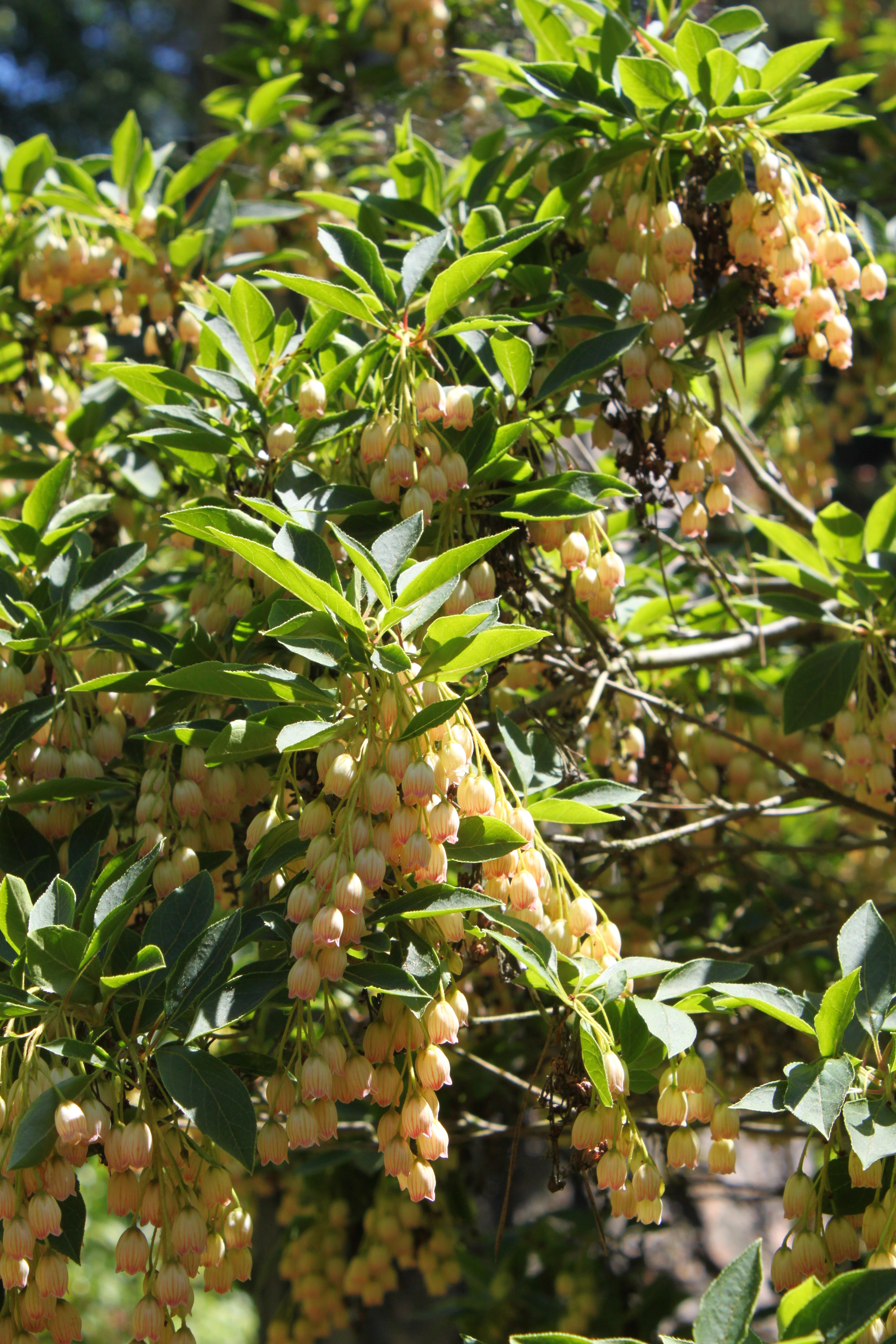
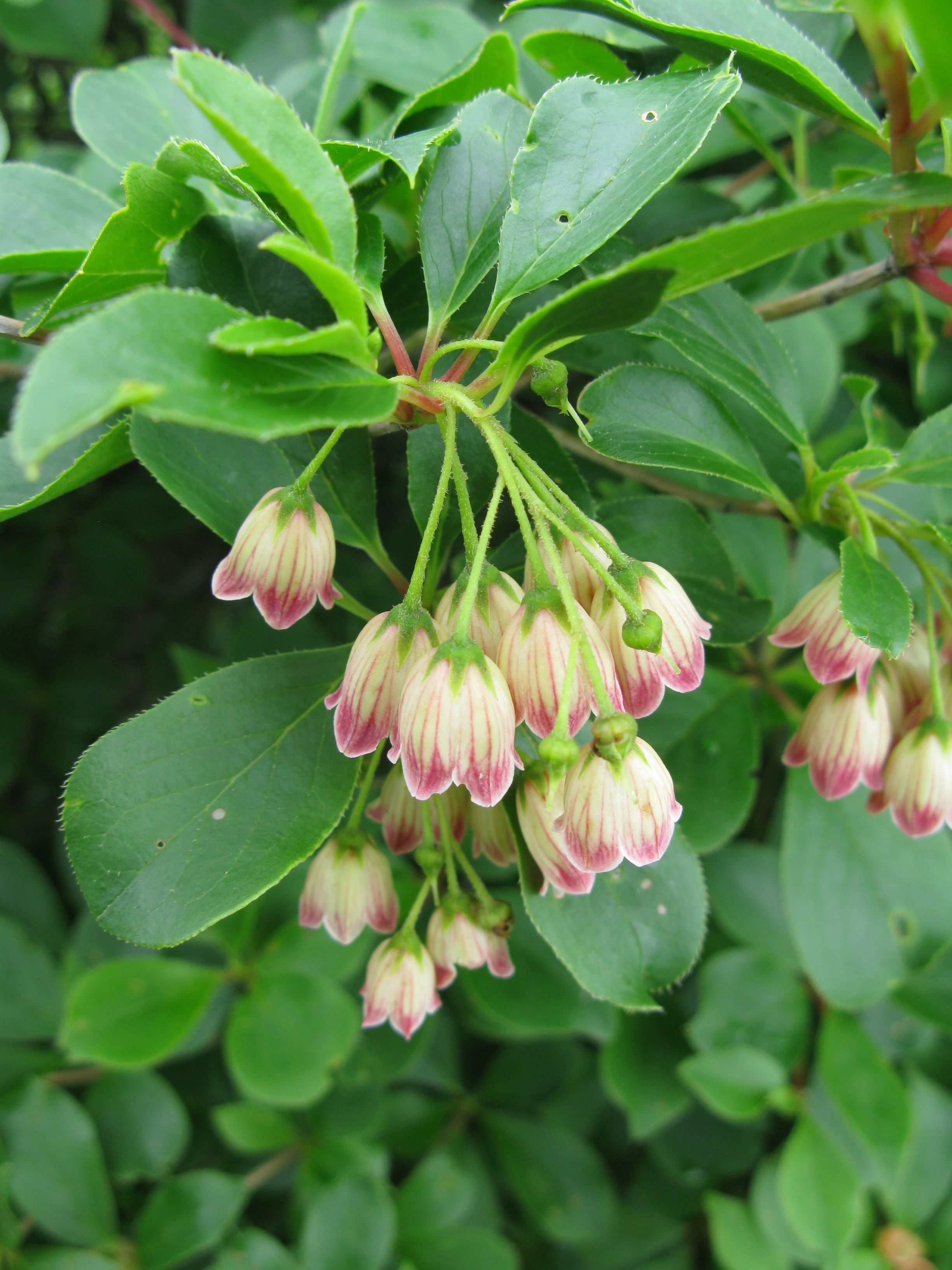
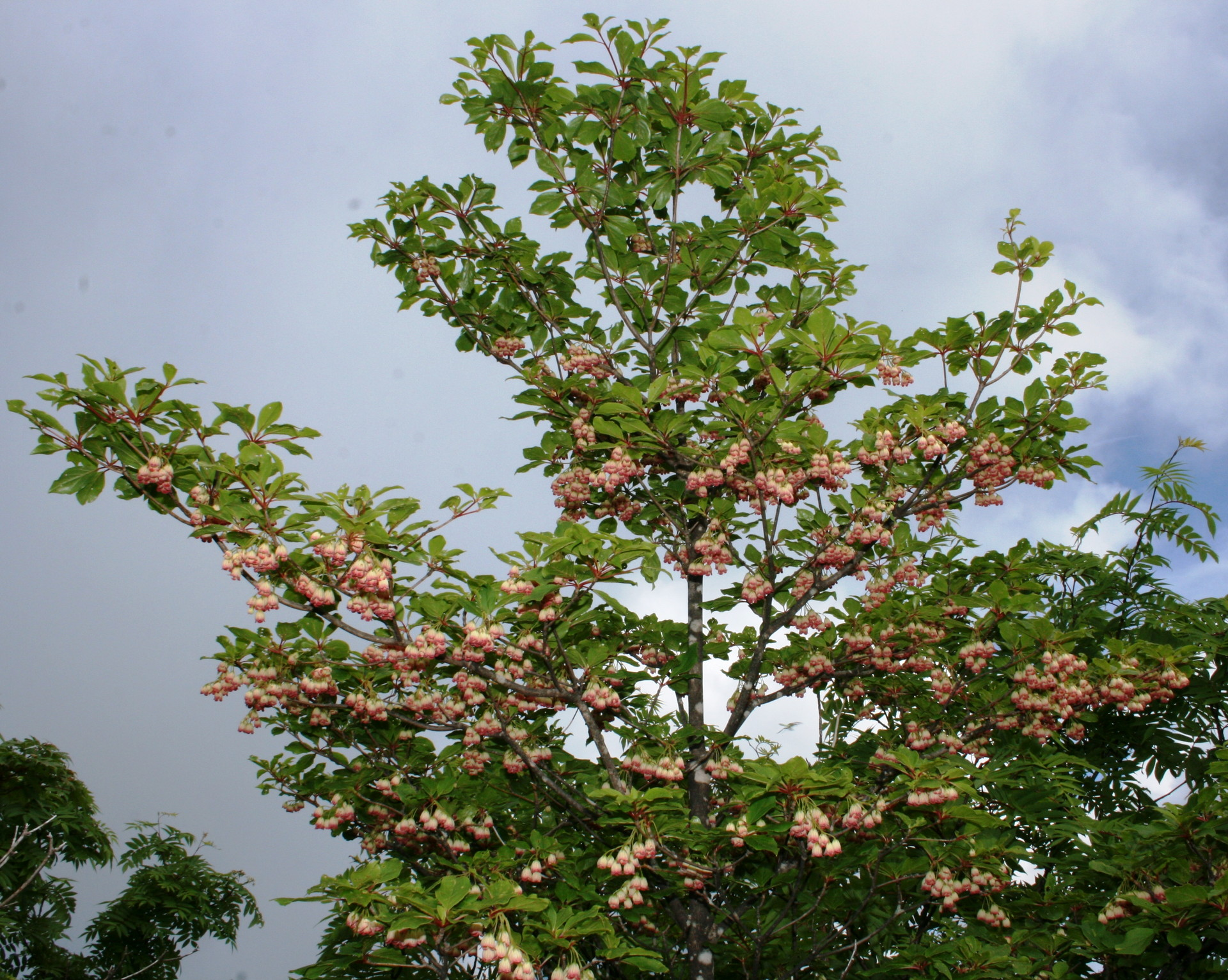
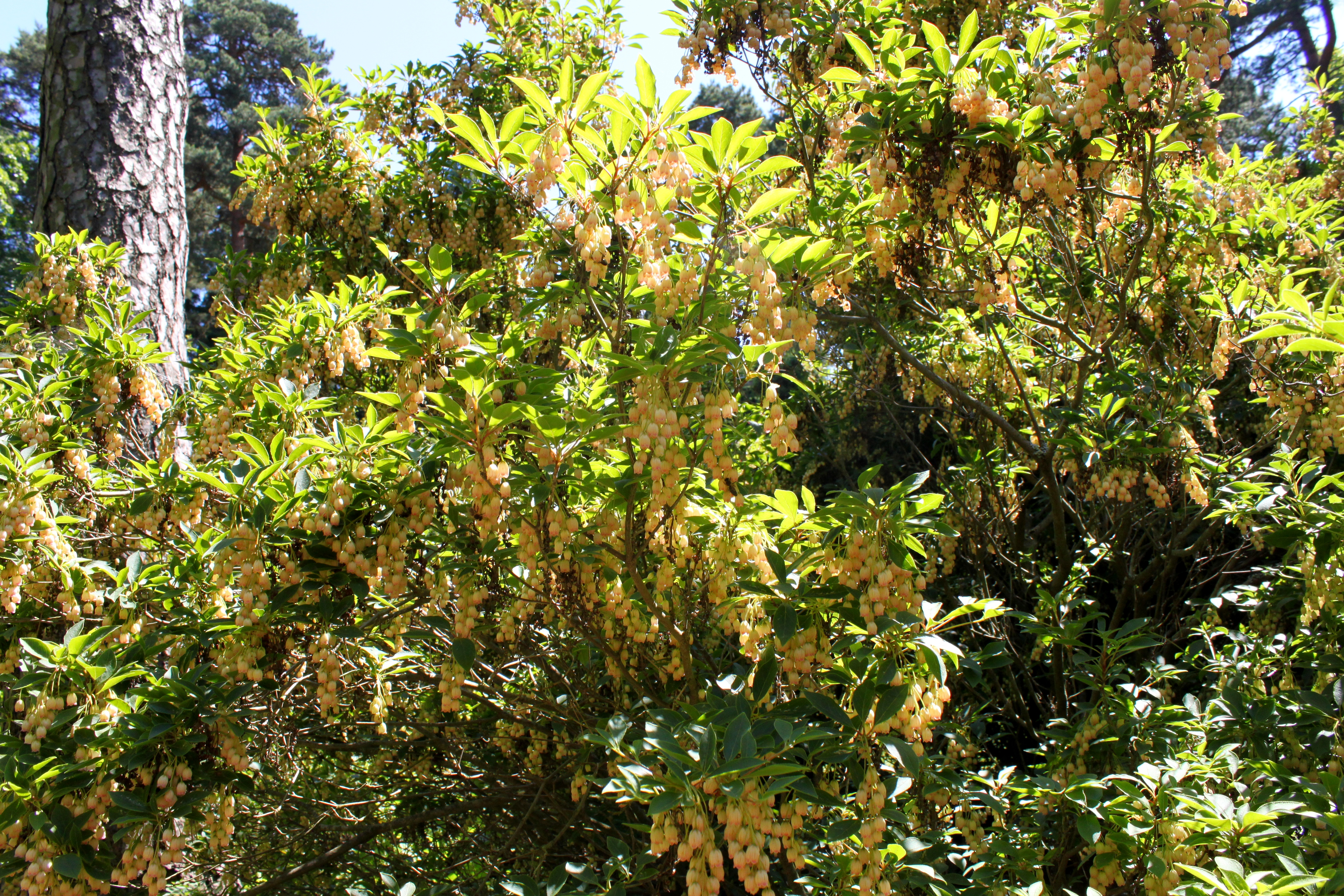
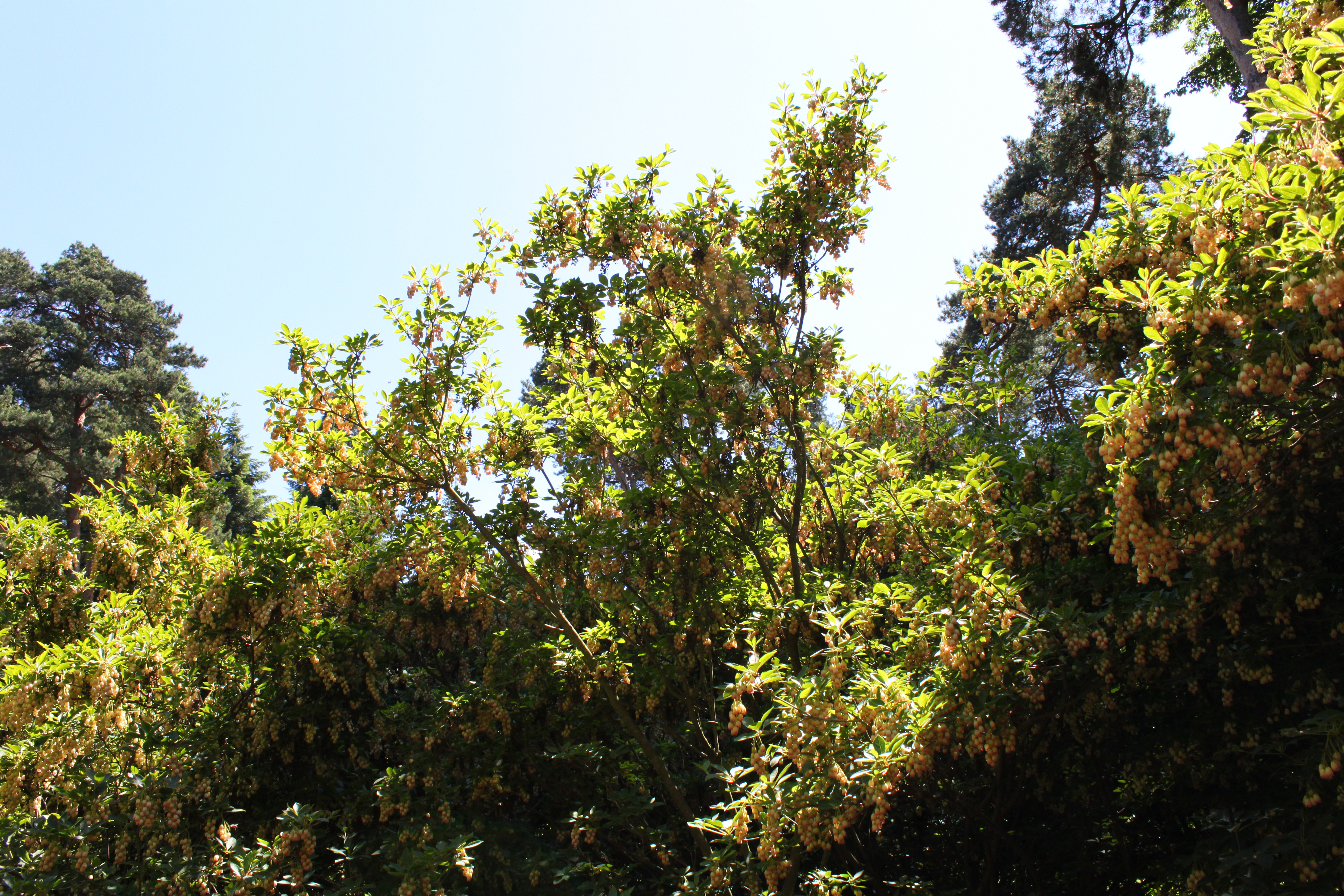
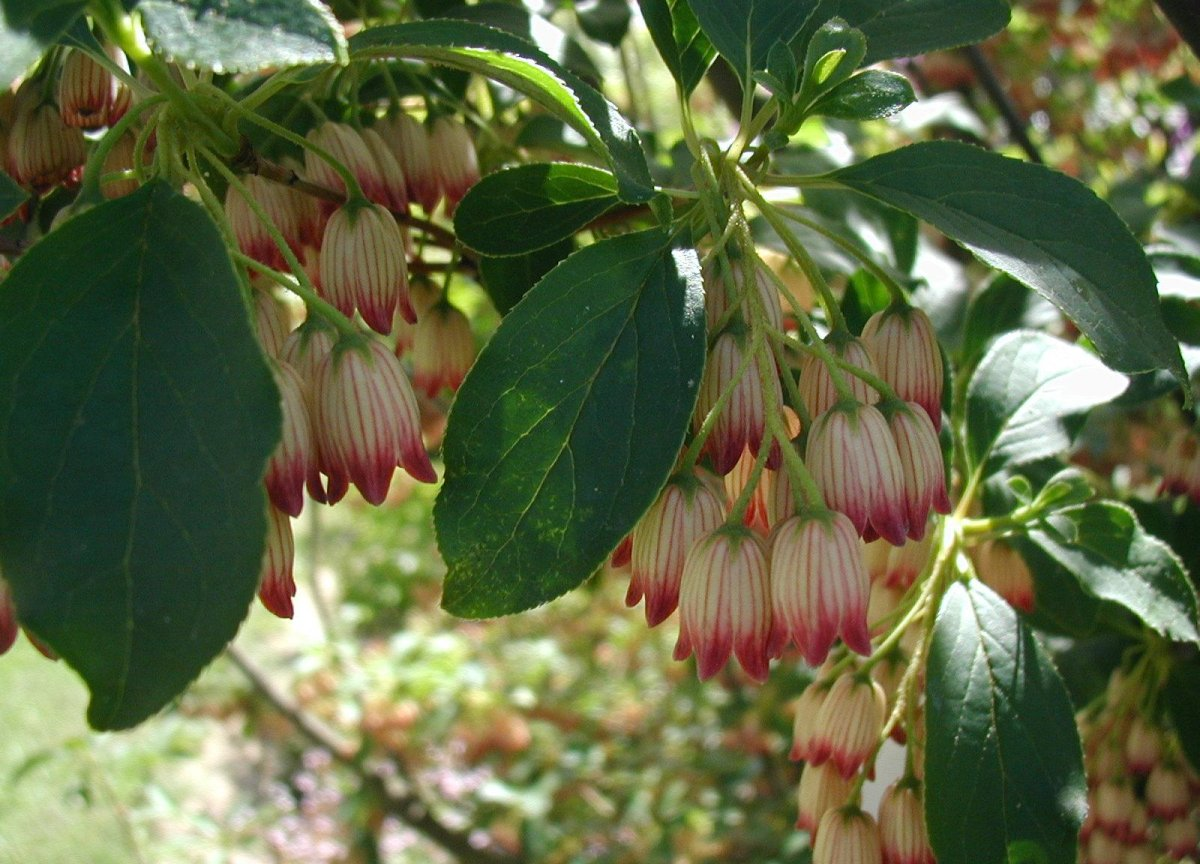